# 278 a.C.
Il 278 a.C. (CCLXXVIII a.C. in numeri romani) è un anno  del III secolo a.C.

## Eventi
- Nicomede I è il primo ad assumere il titolo di re di Bitinia, (dal 278 a.C. ca. al 248 a.C. ca.). Egli fonda Nicomedia, città che diventa rapidamente prospera.
- I Galli irrompono nell'Asia Minore; una vittoria sulle loro orde di Antioco I Sotere si dice essere stata l'origine del suo soprannome (Sotere dal greco "salvatore").
- Cina - In seguito alla sconfitta da parte dello stato Qin dello stato Chu, i superstiti abbandonano i territori ora corrispondenti alla moderna Hubei e si rifugiano nello Shouchun (corrispondente alla odierna provincia Shou) nell'Anhui centrale.
- Filemone vince la Dionisia.
- Roma - Gaio Fabricio Luscino diventa console per la seconda volta.
- Pirro, re dell'Epiro, scende in Sicilia nel tentativo di liberarla dai cartaginesi.

## Morti
- Asclepiade di Eretria, filosofo greco antico
- Brenno, condottiero celto
- Qu Yuan, poeta e patriota cinese